# Hippomachus engeli
Hippomachus engeli là một loài ruồi trong họ Asilidae. Hippomachus engeli được Londt miêu tả năm 1983. Loài này phân bố ở vùng nhiệt đới châu Phi.